# Loricaria lentiginosa
Loricaria lentiginosa är en fiskart som beskrevs av Isbrücker, 1979. Loricaria lentiginosa ingår i släktet Loricaria och familjen Loricariidae. Inga underarter finns listade i Catalogue of Life.